# Лайла (пік)
Пік Лайла (англ. Laila Peak) — вершина в Каракорумі, шеститисячник. Точна висота невідома, різні джерела подають висоту від 6096 і навіть до 6614 м над рівнем моря. З огляду на її чудові форми дуже приваблива для фотографів і альпіністів, але офіційна влада Пакистану не дає дозволів на сходження. Складається зі кристалічних скель, головним чином із гнейсів і гранітів.

## Сходження

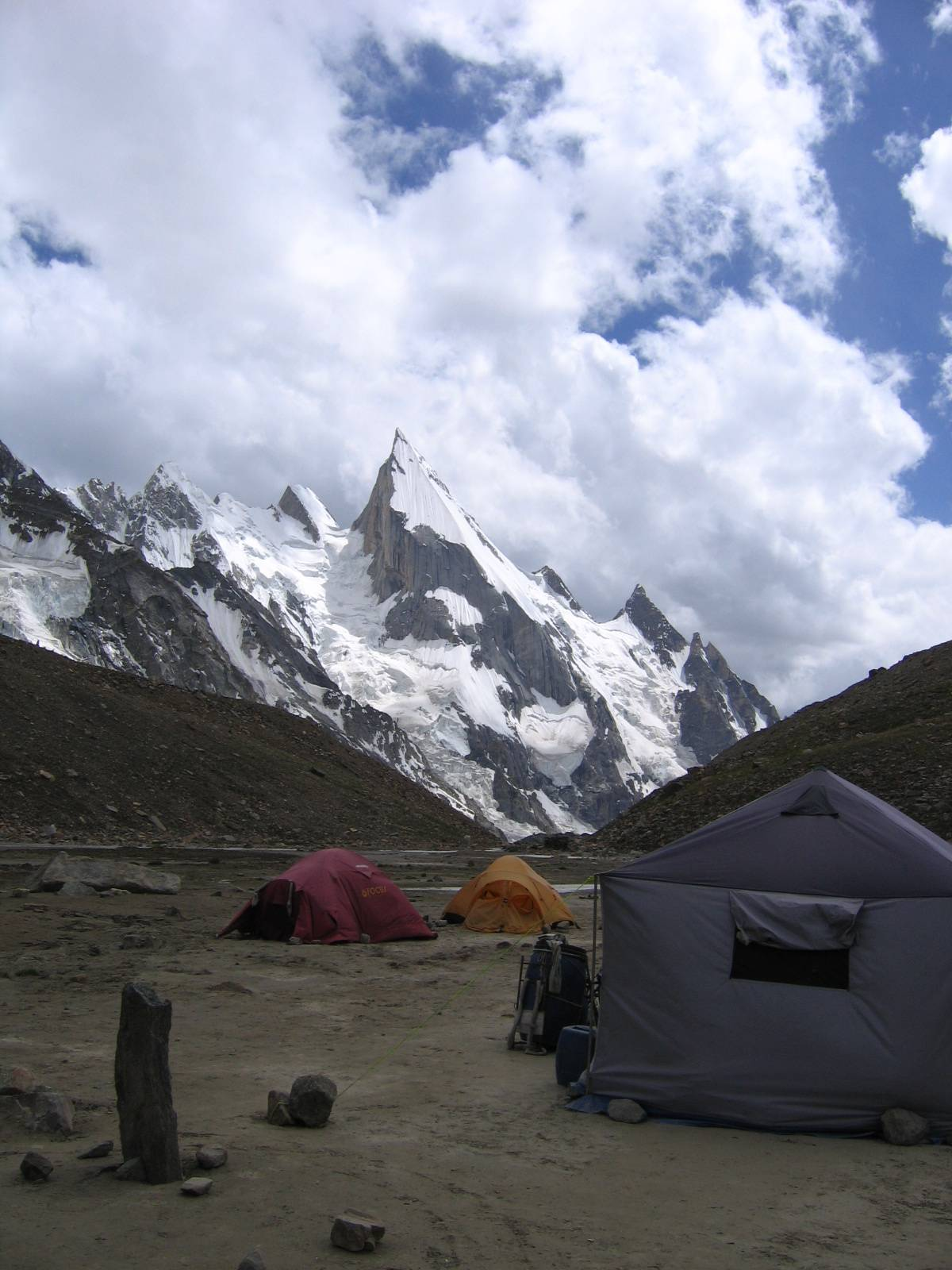
Лайла пік, серпень 2006 р.

Через заборону високогірної діяльності в цьому регіоні підкорювачі вершини не подають офіційної інформації щодо вдалих сходжень.
Подібно до багатьох гір такої висоти в Каракорумі, підкорених у 80-90-ті роки, перші сходження на Лайлу здійснювалися без належних дозволів (релевантних пермітів). Перше сходження здійснили 4 члени британської команди Саймон Єйтс (Simon Yates), Шон Сміт (Sean Smith) та Марк Міллер (Mark Miller), які піднялися на пік у 1987 р. із західного боку льодовика Гондогоро.
На початку 90-х Лайлу підкорила німецька команда, піднімаючись тим же шляхом, а в 1993 р. — швейцарці. Обидва сходження також були нелегальними. Перше «офіційне» сходження відбулося в 1997 р., коли італійці Фабіо Ячіні (Fabio Iacchini) і Паоло Гавагнето (Paolo Cavagnetto) зійшли на вершину Лайли, а наступного дня це зробили Каміло Делла Ведова (Camillo Della Vedova), Джовані Онгаро (Giovanni Ongaro) та Гвідо Руггері (Guido Ruggeri). Зійшовши на вершину, італійці знайшли там газовий балон, на якому були написані прізвища чотирьох британських альпіністів, які побували на вершині декадою раніше.
Всі зазначені сходження здійснювалися в альпійському стилі.
Фредрік Еріксон (Fredrik Ericsson) і Йорген Аамот (Jörgen Aamot) спробували спуститися на лижах з вершини Лайли. Пара не намагалася підкорити вершину — вони не дійшли до неї лише 120—140 м. Погодні умови були настільки несприятливими, що довелося відступити — спуск не вдався, але лижники не розчарувалися і спустилися на лижах із Гашербрума II.

## Ресурси Інтернету
- Laila Peak [Архівовано 24 липня 2008 у Wayback Machine.]